# Listeria
Listeria es un género bacteriano que, hasta 1992, contenía diez especies conocidas y hasta 2024 ya contaba con 28 especies identificadas. Se le asignó su nombre en honor a Joseph Lister. Las especies de Listeria son bacilos gram-positivos, en forma de varilla. Son anaeróbicos facultativos y no producen endosporas.
Se sabe que el género Listeria a partir de 2020 contiene 21 especies: L. aquatica, L. booriae, L. cornellensis, L. costaricensis, L. goaensis, L. fleischmannii, L. floridensis, L. grandensis, L. grayi, L. innocua, L. ivanovii, L. marthii, L. monocytogenes, L. newyorkensis, L. riparia, L. rocourtiae, L. seeligeri, L. thailandensis, L. valentina, L. weihenstephanensis y L. welshimeri.
- L. monocytogenes, es la especie típica y es el patógeno causante de la listeriosis.

- L. ivanovii es un patógeno de rumiantes que puede infectar a los ratones en el laboratorio, aunque es muy raro que produzca enfermedades en humanos.